# Adonischer Vers
Der Adonische Vers, auch Adonius [aˈdoːni̯us] oder Adoneus [adoˈneːʊs], ist ein fünfsilbiges Versmaß antiker Herkunft, das aus einem Daktylus und einem Trochäus besteht (—◡◡ | —◡), seltener mit einem Spondeus statt des Trochäus (—◡◡ | ——).
Benannt ist der Adonische Vers nach den Liedern um den Tod des Adonis, nämlich nach dem Klageruf ὦ τὸν Ἄδωνιν (o ton Adonin „Ach, der Adonis!“), der diesem Metrum entspricht.

## Antike Dichtung
Der Adonische Vers wird vor allem am Ende der Sapphischen Strophe verwendet. Stichisch gereiht verwendet ihn Boethius am Ende des ersten Buchs seiner Consolatio philosophiae; die ersten Verse:
Nubibus atris

Condita nullum

Fundere possunt

Sidera lumen
„Die von dunklen Wolken verborgenen Sterne können kein Licht verbreiten“.
Im daktylischen Hexameter ergibt sich, wenn dieser eine bukolische Dihärese aufweist, als Ausklang ein Adoneus, wie beispielsweise in Vers 926 des zwölften Buchs von Vergils Aeneis (deutsch von Wilhelm Hertzberg):
Per medium stridens transit femur. Incidit ictus
—◡◡ | —— | —— | —◡◡ ‖ —◡◡ | ——
Fährt mit Gezisch er mitten durchs Bein. Hin stürzte getroffen

## Deutsche Dichtung
Wie in der antiken Dichtung ist der Adonische Vers auch in der deutschen Dichtung hauptsächlich in der Nachbildung der sapphischen Strophe verwendet worden. Darüber hinaus wurde er aber auch in anderen Strophen verwendet und von einigen Dichtern darüber hinaus stichisch genutzt. Auch in freier gestalteten Gedichten spielt er als häufig wiederkehrende metrische Klausel eine Rolle. In der deutschen Dichtung ist der adonische Vers oft nicht von einem katalektischen daktylischen Zweiheber zu unterscheiden; weitere Beispiele finden sich daher unter dem Eintrag Daktylus.

### Strophische Verwendung
Die sapphische Strophe im Deutschen nachzubilden, erwies sich als schwierig; im Barock wurde die Strophe daher auf verschiedene Art abgewandelt, unter den entstandenen Strophen war auch diese:
—◡◡—◡ | —◡—◡—◡
—◡◡—◡ | —◡—◡—◡
—◡◡—◡ | —◡—◡—◡
—◡◡—◡
Der in der sapphischen Strophe an dritter Stelle sich befindende Daktylus wird an die erste Stelle vorgezogen, nach der fünften Silbe gibt es eine Zäsur; dadurch wird der Adonische Vers in jedem Vers der Strophe hörbar. In der geistlichen Lieddichtung wurde diese Strophe zum Beispiel von Paul Gerhardt für Lobet den Herren alle, die ihn ehren verwendet. In der weltlichen Dichtung fand das Hochzeitslied (1630) von Johannes Plavius weite Verbreitung. Die erste Strophe:
Lustige Saphho, lass die Saiten klingen,

Edele Musen, fanget an zu singen,

Liebliche Nymphen, schicket euch zu springen,

Tanzen und scherzen.
In späteren Barock-Gedichten wurde für diese Strophe häufig das Reimschema aabb genutzt; im 19. Jahrhundert wurde sie gelegentlich reimlos gestaltet. Die dritte Strophe von Ernst Moritz Arndts Mimerung unter deutschen Eichen (1846):
Hundert und tausend, wie des Blitzes Funken

Fliegen, so flogen Vögel heißer Schwingen

Mir um den Busen, hiehin, dahin flatternd,

Mächtige Wühler.
Der Adonische Vers ist auch Schlussvers in einer Strophe, die dieser und der saphhischen Strophe verwandt ist, den Daktylus aber nicht an erster oder dritter, sondern an zweiter Stelle hat; siehe den Eintrag Phaläkischer Vers. Hauptvers ist der Adonische Vers in folgender Strophe:
—◡◡—◡
—◡◡—◡
—◡◡—◡
—◡◡—
Auf drei Adonische Verse folgt ein die Strophe fest schließender Chorjambus. Als Beispiel die dritte Strophe von Martin Greifs Winteranfang:
Ach, und ihm wehret

Kaum mehr die Sonne,

Wie es noch gestern

Sichtbar geschah.

### Stichische Verwendung
Johann Christoph Gottsched hat 1730 in seinem Versuch einer kritischen Dichtkunstauf die Möglichkeit hingewiesen, deutsche adonische Verse zu bilden und stichisch zu reihen: „Sie bestehen nämlich aus einem Daktylus, und einem Spondäus, oder an der Stelle dieses letztern, einem Trochäus, und klingen in scherzhaften Sachen sehr lieblich.“ Er gibt ein gereimtes (16 Verse) und ein ungereimtes Beispiel (17 Verse). Ein Ausschnitt:
Reizet und locket

Junge Gemüter,

Liebliche Künste,

Singen und Spielen,

Dichten und Reimen

Fleißig zu lernen.